# Neustadt an der Aisch
Neustadt an der Aisch è un comune tedesco di 12 326 abitanti, situato nel land della Baviera.

## Amministrazione

### Gemellaggi
Neustadt è membro del gemellaggio internazionale "Neustadt in Europa", che riunisce 36 città e comuni che portano nel nome la dicitura Neustadt ("città nuova").

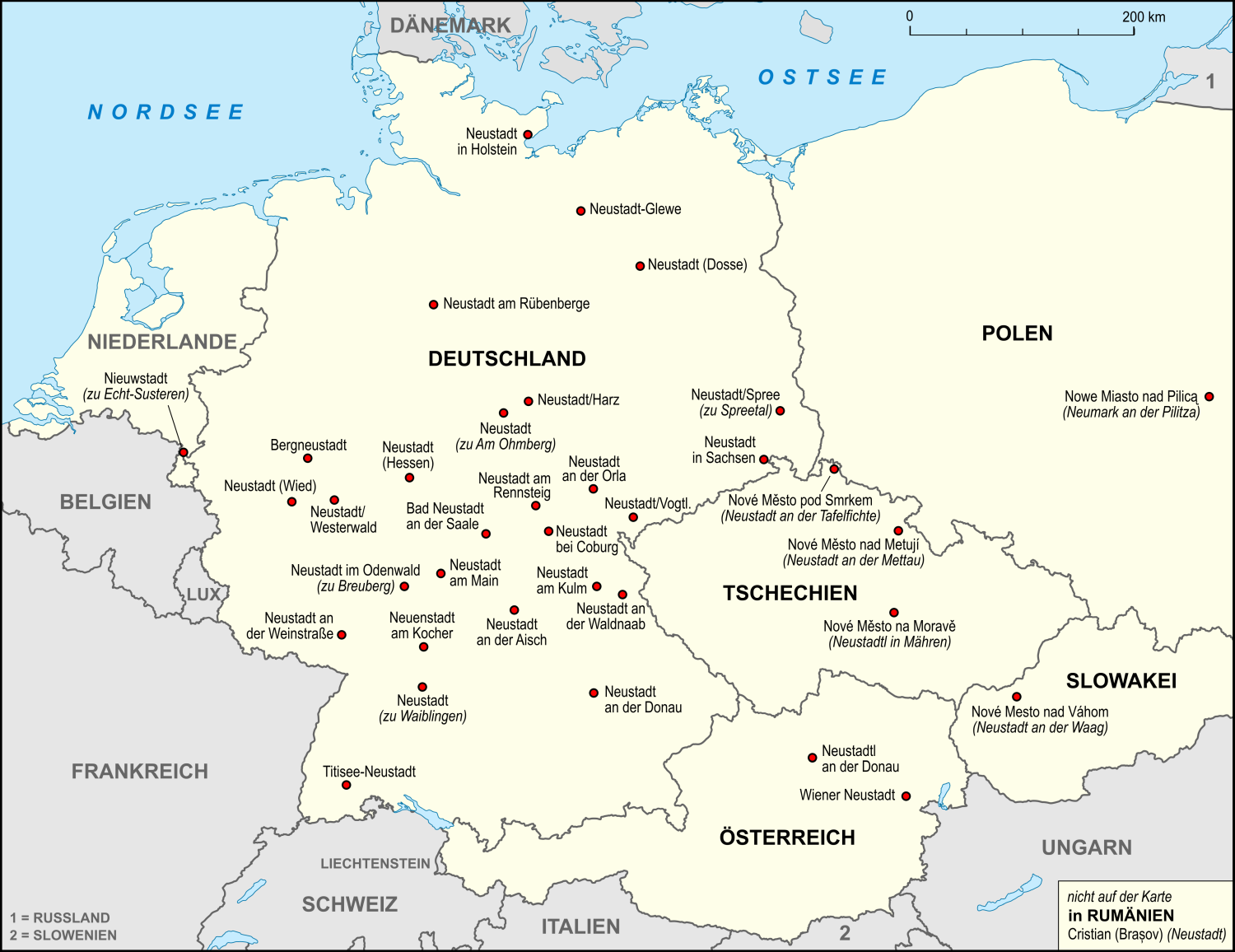
Città col nome di Neustadt in Europa

Altre città ufficialmente gemellate:
- Montespertoli
- Hino
- Hluboká nad Vltavou
- Lipik